# Дмитриев, Александр Иванович (музыкант)
Александр Иванович Дмитриев (род. 19 сентября 1951, Ленинград) — баянист-исполнитель, педагог, заслуженный артист Российской Федерации, лауреат международных конкурсов.

## Биография
В 1966 году окончил музыкальную школу (класс баяна — Е. Г. Попов), в 1970 году — с отличием музыкальное училище имени М. П. Мусоргского (класс баяна — В. А. Максимов), в 1974 — экстерном Ленинградскую консерваторию имени Н. А. Римского-Корсакова (класс баяна — профессор Пётр Иванович Говорушко), в 1977 году ассисентуру-стажировку (руководитель профессор П. И. Говорушко).
С 1977 года преподаёт на кафедре баяна и аккордеона Ленинградской консерватории (с 1997 — доцент, с 2001 — профессор). Более 20 его студентов стали лауреатами престижных международных конкурсов, в их числе В. Дмитриев, А Кузнецов, А. Юров, В. Фёдоров.
Одновременно с педагогической деятельностью с 1977 года на протяжении более двадцати пяти лет является солистом Ленконцерта (в настоящее время — Камерная филармония ГБУК «Петербург-концерта»). Гастролировал во многих странах Европы и бывшего СССР. Записал 8 LP и 7 компакт-дисков. На протяжении многих лет сотрудничал с академическим оркестром русских народных инструментов имени В. В. Андреева и оркестром имени П. И. Смирнова.
Постоянный участник научно-методических семинаров, член жюри фестивалей и конкурсов. С 1984 года — один из организаторов, а затем и артистический директор петербургского Международного фестиваля музыки для баяна и аккордеона. С 1986 года на петербургском радио вёл цикл передач «Звёзды баяна и аккордеона».
Имеет жену — Елену Павловну Дмитриеву, работающую в Детской Школе Искусств №4 НА Бухарестской улице в Санкт-Петербурге, и сына — Виталия Александровича Дмитриева.

## Награды и признание
- лауреат III степени Всероссийского конкурса исполнителей на народных инструментах (Иваново, 1969)
- лауреат I степени Международного конкурса «Дни Гармоники» (Германия, Клингенталь, 1972)
- медаль «Ветеран труда»
- Заслуженный артист России (1992)
- официальный сертификат персонального участника петербургского ежегодника «Известные влиятельные люди города» (1998)
- почётный знак «За гуманизацию школ Санкт-Петербурга» (1999)
- почётный «Серебряный диск» Российской академии музыки имени Гнесиных — за заслуги перед баянным искусством (2001).